# I. Balduin flamand gróf
I. Balduin flamand gróf (837/840 – 879. január 2.), (holland: Boudewijn I van Vlaanderen, angol: Baldwin I of Flanders, francia: Baudouin Ier de Flandre) becenevén a „Vaskarú” Balduin, Flandria első grófja volt. Születési éve és születési helye ismeretlen, a legelső említése 862-ből származik, amikor megszöktette későbbi feleségét, Judit frank hercegnőt. 870-től haláláig a genti Saint-Pierre de Gand apátság világi apátja volt.

## Élete
Balduin apja egyes állítások szerint (ld. lent) a frank királyok erdőmestere, Audacer (vagy Odoscer, Duoacre) volt. Az apa neve feltehetően hiteles, de a származásra vonatkozó legendák valószínűleg nem megalapozottak. Anyja ismeretlen.
862-ben Balduin megszöktette (más források szerint elrabolta) II. Kopasz Károly francia király lányát és Nagy Károly unokáját, Martell Juditot (844–870). Juditot korábban már házasságra kényszerítette apja, előbb Ethelwulf, majd annak halála után fia, Ethelbald wessexi királlyal. Ethelbald halálát követően Judit visszatért a frank királyságba és a Senlis-i apátságba vonult vissza. Innen szöktette meg Balduin és együtt Lotaringiába menekültek. Mivel Károly nem adott engedélyt az újabb házasságra, előbb megpróbálta Balduint elfogatni, majd később elérte, hogy az egyház mindkettőjüket kiközösítse.
Ezután Balduin és Judit Rómába zarándokolt, ahol I. Miklós pápa segítségét és közbenjárását kérték. Amikor a pápa áldását adta frigyükre, Károly is kénytelen volt beleegyezni a házasságba és 863-ban Auxerre városában összeházasodtak.
Balduint apósa előbb Ternois, majd feltehetően 864-ben Flandria márkijának nevezte ki. A márki címet ekkor a frank királyságok határait védelmező nemes urak kapták, erre utal a szó eredete is (Markgraaf, azaz határgróf, őrgróf). Feltehetően hasznot húzott a korábbi gróf, Ingelram elűzéséből is, aki 870 és 875 között vesztette el flandriai birtokait (Balduin és Ingelram viszonyáról ld. lent).
Mindenesetre a nyugat-frank birodalom felbomlásának idejében a legfontosabb tényező a nemes urak pozíciójának kialakításában és fenntartásában a katonai sikeresség volt: Európa nyugati részén állandó fenyegetést jelentettek a viking támadások, illetve idővel a Frank birodalom utódállamai, a számos trónkövetelő közötti harcok. A katonailag sikeres parancsnokok, mint Balduin, házasság, a király elismerése és tetteik által nyerték el uralmuk jogalapját.
Balduin a király egyik leghűségesebb támogatója lett, és szerepet játszott a viking betörések elhárításában (akik ekkoriban a Szajna folyó torkolatvidékét fosztogatták). Feltehetően a viking támadások elleni védelem céljából építtette a genti és a bruggei kastályokat.
Károly király egyik oklevele említi a genti Saint-Pierre de Gand apátság apátját ("vir venerabilis Balduinus"), aki minden valószínűség szerint azonos Balduinnal, aki világi személy létére viselte ezt a tisztséget. 871-ben Balduint a király, Gauzlin apáttal együtt, követségbe küldte, hogy lázadó fiával, Carolmannal tárgyaljanak.
A korabeli források szerint Balduin 879-ben halt meg, de halálának helye és körülményei nem ismertek. A korabeli Annales Vedastini szerint a Saint-Bertin apátságban temették el, bár a későbbi Annales Blandinienses szerint a Saint-Pierre de Gand apátságban nyugszik.
A "Vaskarú" melléknév legelőször Wimann ( - 1192) munkáiban tűnik fel, aki ereje és bátorsága miatt adta neki ezt a nevet.

## Leszármazottai
Balduin házasságából feltehetően három fiúgyermek született:
- Károly (kb. 864 - ?) fiatalkorában meghalt[14]
- Balduin (kb. 865-918)[14] apja halála után örökölte a grófi címet.
- Raoul ( – 896),[14] kb. 888 körül Cambrai grófja. Raoul támogatta bátyja támadását Vermandois Grófság ellen és 892-ben elfoglalta Arras, Saint-Quentin és Péronne városokat. 895-ben Raoul elfoglalta Saint-Quentin kastélyát, elűzve onnan a korábbi gróf, Theodoricus meg nem nevezett fiát.[15] Ezzel Raoul egy csapásra Vermandois tényleges ura lett, mert Saint-Quentin volt a legfontosabb erődítmény a grófságban. A rákövetkező évben, 896-ban Aquitánia királya, Eudes elfoglalta a kastélyt és elűzte Raoult,[16] aki a környéket fosztogatta egészen 896. június 28-áig, amikor I. Heribert vermandois-i gróf elfogta és megölte.[17][18]

## Balduin eredete körüli legendák
Balduin származására vonatkozóan egyik korabeli forrás sem tartalmaz pontos információkat, azonban a 13. század végére egy meglehetősen jól kidolgozott, de ennek ellenére téves, családtörténet állt a flamand grófok rendelkezésére. A legenda alapján a gróf őse egy bizonyos Lidéric volt, aki Flandria első erdőmestere volt. A középkorban a cím egy terület királyi helytartóit illette meg. Fia, Ingelram, majd unokája Audacer (v. Odoacer) és dédunokája Balduin követte ebben a pozícióban, aki aztán a fent leírt módon megkapta a Flandria grófja címet.
Bár a 13. századtól kezdve ezt a történetet széles körben terjesztették és hitelességét elfogadták, a mai kutatások alapján kimutatható, hogy bár mind Lidéric, mint Ingelram valós személyek voltak, Balduin nem tőlük származik. A korabeli és későbbi források összevetése alapján megállapítható:
- valószínűleg már a 10. sz.-ban, de legkésőbb a 11. sz. közepén a korabeli krónikások Balduin apjának Audacer v. Odoacert adták meg, de az apa eredetére vonatkozóan semmilyen információt nem közöltek,
- A Lidéric és Ingelram életére vonatkozó korabeli adatok nem támasztják alá azt a későbbi állítást, miszerint Balduin déd- illetve nagyapja lenne. Ez különösen Ingelramra igaz, aki feltehetően Balduin apjának kortársa volt.

### A legenda eredete
A legenda első változata a Genealogiae Comitum Flandriae néven ismert műben bukkan fel, amely kilenc, római számozású részből áll és a 10-14. sz. között keletkezett. A két legkorábbi, 10. sz.-ból származó rész, semmilyen információt nem ad I. Balduin származásáról, bár szerzője, Witger legnkább a harmadik flamand gróf, I. Arnulf származását és a Karoling-házhoz fűződő kapcsolatait emelte ki.

### A legenda kialakítása
Balduin származására, illetve a Lidéricre vonatkozó legelső említés a Genealogia comitum Flandriae Bertiniana-ból származik, amely szerint „Lidricus, Harlebeck grófja, nemzette Ingelrannust, aki nemzette Audacrust, aki később Vaskarú Balduin apja lett, akinek Judittól született Károly fia.” Ez a változat II. Robert uralkodása alatt íródott, de maga a történet feltehetően V. Balduin idejében keletkezett.

#### Kitalált dédapa: Lidéric gróf ( - 836)
A grófra vonatkozóan a következő bejegyzéseket lehet találni a korabeli krónikákban:
- 836. „Lidricus comes obiit[, et Arlabeka sepelitur.]” Annales Blandiniensis,[23]
- 836. „Lidricus comes Flandrie obiit, et Harlebeca sepelitur. Cui successit filius eius Ingelramnus." Annales Elmarenses[24]
- 817. „Lidricus comes obiit, et Harlabecce sepelitur." Annales Formosolenses[25]

Bár az Annales Elmarenses-t a 14. sz. közepén állították össze, de jórészt az Annales Blandinienses 10. sz.-ra datált, mára elveszett kiadására épült és megbízható forrásnak számít. Az Annales Formosolenses kronológiája meglehetősen pontatlan, ezért a gróf halálának évét meglehetősen pontossággal 836-ra tehetjük.
Lidéric minden bizonnyal egy helyi nemesúr volt, aki jelentős szerepet töltött be a genti Saint-Pierre de Gand apátság életében is, ezért is örökítették meg halálát az apátság évkönyvei. Később számos legenda örökítette meg életét és cselekedeteit, de nagy valószínűséggel ezek egyike sem tényeken alapul.

#### Kitalált nagyapa: Ingelram gróf
Az Ingelramra vonatkozó fenti bejegyzés az Annales Elmarenses-ből a 14. sz. közepéből származik, amikor a flamand grófok életére vonatkozó legenda már meglehetősen elterjedt volt. Ezen felül Ingelramot csak az Annales Blandinienses krónikája említi:
- 875. "Hludowicus, suadente Ingelranno abbate, regnum Karoli vastat." Annales Blandinienses,[27]

A 875-ös bejegyzéssel szinte megegyező, de részletesebb leírás található az Annales Bertiniani-ben: “Hludovicus vero, persuadente Engilramno, quondam Caroli regis camerario et domestico, suasione Richildis reginae ab honoribus deiecto et a sua familiaritate abiecto, cum hoste et filio aequivico suo Hludowico usque ad Attiniacum venit. … Quod non adtenderunt, sed ex sua parte regnum Karoli pessumdantes, hostili more devastaverunt.”
Ingelram feleségére és leszármazottaira vonatkozóan Regino krónikája szolgáltat adatokat 883-ból: "Hoc etiam tempore idem Hugo Wicbertum comitem, qui ab ineunte aetate sibi faverat, interfecit; paucis dehinc interpositis diebus, Bernarium, nobilem virum sibique fidelissimum, dolo trucidari iussit, pulchritudine illius captus uxoris, quam absque momento sibi in matrimonium iungit. Vocabatur autem mulier Friderada, quae antequam Bernario sociaretur, copulata fuerat Engilramno potenti viro, ex quo filiam peperit, quam postmodum Richwinus comes in coniugium accepit, quam etiam propter stuprum commissum idem comes decollari iussit.". Fordítás: (883-ban) Hugo (II. Lotár király fia) elrendelte egy bizonyos Bernarius nevű nemesúr meggyilkolását, hogy annak halála után feleségül vegye özvegyét Frideradát. Bernarius előtt Friderada Ingelram gróf felesége volt és lányuk született, aki később Ricuin gróf felesége lett.

#### Feltehetően valós apa: Audacer
Audacer vagy Odoacer neve a Balduinnal kapcsolatos bejegyzésekben tűnik fel az Annales Blandinienses-ben és más krónikákban.
- 862. "Iudith secuta est Baldwinum Ferreum, filium Audacri." Annales Blandinienses[30]
- 879. "Baldwinus filius Audacri obiit; Blandinio sepelitur." Annales Blandinienses[31]
- 879. "Obiit Balduinus comes Flandrie, filius Audacri, et in ecclesia sancti Bertini sepelitur. Cui successit filius eius Baldwinus Calvus." Annales Elmarenses[32]

Lidéric és Ingelrammal ellentétben, akiket a legkorábbi források nem kapcsoltak össze Balduinnal és a 11. sz.-ig nem is említik együtt őket, Audacer neve már a legkorábbi forrásokban feltűnik, mint Balduin apja. Ezen az egy információn kívül semmi más nem maradt fenn életéről, státuszáról vagy foglalkozásáról.

### A legenda további fejlődése
A 12. sz.-ban Lambert, a Szt. Omer-i apátság szerzetese a flamand grófok történetét már így kezdi: „Az Úr 792-ik évében, amikor Nagy Károly uralkodott a frankok felett, Lidéric gróf Flandriába jött és a tartomány lakatlannak, földját műveletlennek, erdőséggel borítva találta, és elfoglalta. Utódja Ingelram gróf volt…
A történet másik részlete, miszerint Balduin ősei a frank királyok erdőmesterei voltak, Thielrode-i János krónikájában tűnt fel először, aki 1294-ben, tehát jóval a gróf élete után a következőket írta: „Flandria Balduin idejében lett grófság és Balduin volt az első gróf. Ősei a frank király szolgálatában álló erdőmesterek voltak, ahogyan azt a frankok krónikája írja. Lidricus és Audacer kapott engedélyt Heinardus-tól, a Szt. Bavo apátjától, hogy a Heinarstriist nevű erdőségben vadásszon, azzal a feltétellel, hogy az elejtett vadak tizedét beszolgáltatja az apátnak és utódainak."
Az itt említett Heinardus minden bizonnyal azonos Einharddal, Nagy Károly életrajzírójával, aki 814/5-től 840. március 12-én bekövetkezett haláláig a genti Saint-Bavo de Gand apátja volt. A történet alapján Lidéric és Audacer kortársak lehettek, ami ismételten kétségbe vonja, hogy Lidéric a flamand grófok őse legyen.
Lidéric származására egy érdekes történetet örökített meg a 14. sz.-i Ypres-i János krónikája: “Amikor a hispániai szaracénok Eudes (aquitániai király) parancsára megjelentek, egy bizonyos királyi vérből származó fiatal keresztes lovag, a portugáliai Lisszabon városából, Lidéric nevű, aki elfordult szüleitől, akik az ország többi lakosával együtt a hitetlen Mohammed törvényét követik, Martell Károlyhoz és Gerard De Roussillon-hoz ment, hogy elnyerje a keresztség szentségét és Isten segítségével a keresztény hitet szolgálja és Károly alatt harcol. És kedves lett ő Károlynak és végig hűen szolgálta élete során, éppúgy, mint fiat, Pipint, aki király volt utána. Ezt követően Nagy Károly Flandria földjét adományozta neki. Tőle származnak aztán Flandria összes többi grófjai. Ő (Lidéric) a már említett Gerard de Roussillon lányát vette feleségül, akitől fia született, Ingelram, becsületes és bölcs lovag, utóda Flandria trónján."

## Fordítás
- Ez a szócikk részben vagy egészben  a   Baldwin I, Count of Flanders című angol Wikipédia-szócikk fordításán alapul.  Az eredeti cikk szerkesztőit annak laptörténete sorolja fel. Ez a jelzés csupán a megfogalmazás eredetét és a szerzői jogokat jelzi, nem szolgál a cikkben szereplő információk forrásmegjelöléseként.